# Tuen Mun (stacja MTR)
Tuen Mun (chiński: 屯門) – jedna ze stacji MTR, systemu szybkiej kolei w Hongkongu, na West Rail Line. Została otwarta 20 grudnia 2003. 
Znajduje się w dzielnicy Tuen Mun, w Nowych Terytoriach.